# Макмагон, Алин
Алин Лавин Макмагон (англ. Aline Laveen MacMahon, 3 мая 1899 — 12 октября 1991) — американская актриса, номинантка на премию «Оскар» в 1944 году.

## Биография
Алин Лавин Макмагон родилась в Мак-Киспорте (в настоящее время — пригород Питтсбурга) в Пенсильвании, отец ирландец, мать еврейского происхождения. Её детство прошло в Нью-Йорке. Она обучалась в средней школе Эрасмус Холл в Бруклине и колледже Барнард.
В начале 1920-х годов Алин Макмагон начала появляться на Бродвее, а в 1931 состоялся её дебют в кино в фильме «Пять последних звезд» и на протяжении всей своей карьеры Макмагон продолжала с поочерёдностью появляться то в кино, то в театре. В 1944 году за роль в фильме «Потомство дракона» актриса была номинирована на «Оскар» за «Лучшую женскую роль второго плана». Другими известными фильмами с её участием были «Человек из Ларами» (1955), «Симаррон» (1960), «Молодые доктора» (1961) и «Я могла бы продолжать петь» (1963).
В 1928 году актриса вышла замуж за известного архитектора Клэренса Стейна, с которым была вместе до его смерти в 1975 года. Самой Алин Макмагон не стало в 1991 году — она умерла в Нью-Йорке от пневмонии в возрасте 92 лет.

## Избранная фильмография
- Молодые доктора (1961) — Доктор Люси Грейнджер
- Симаррон (1960) — Миссис Мэвис Пэглер
- Огонь и стрела (1950) — Нонна Бартоли
- Розинна МакКой (1949) — Сари МакКой
- Поиск (1948) — Миссис Маррэй
- Гостья в доме (1944) — тётя Марта
- Потомство дракона (1944) — Жена Линг Тана
- Солдатский клуб (1943) — в роли самой себя
- Так хочет леди (1942) — Бадди
- Когда ты влюблен (1937) — Мэрианн Вудс
- Я живу своей жизнью (1935) — Бэтти Коллинз
- Золотоискатели 1933-го (1933) — Трикси Лоррейн
- Путешествие в одну сторону (1932) / One Way Passage — Баррел Хаус Бетти
- Пять последних звёзд / Five Star Final (1931) — мисс Тейлор